# Analpolyp
Als Analpolyp (Synonyme Fibroma pendulans, hypertrophe Analpapille, Analfibrom, „Katzenzahn“) bezeichnet man gutartige Vergrößerungen der Analpapillen; diese Papillen heißen auch Analsäulen (Columnae anales) oder Morgagnische Papillen. Die solitär bis multipel auftretenden Analpolypen sind derbe, wenige Millimeter bis Zentimeter große Knötchen im Bereich der Linea dentata.

## Aussehen
Analpolypen sind vom Epithel des Analkanals bedeckt, haben eine helle blassrosa Farbe und eine glatte Oberfläche. Ein Analpolyp kann leicht erhaben, breitbasig, polypenartig oder gestielt sein. Größere Analpolypen können beim Stuhlgang am Anus sichtbar werden, manchmal müssen sie dann manuell reponiert werden. Normalerweise sind sie nicht schmerzhaft und neigen nicht zu Blutungen, sehr lange Analpolypen können aber ein Fremdkörpergefühl und einen Stuhlzwang auslösen.

## Diagnostik
Die Diagnose wird durch eine Proktoskopie gestellt. „Bei der [digitalen] Palpation sind lediglich fibrosierte Hämorrhoiden, hypertrophe Analpapillen, Analpolypen und Analkarzinome zu tasten. Die Abgrenzung von hypertrophen Analpapillen und Analpolypen bereitet gewöhnlich keine Schwierigkeiten.“

## Entstehen
Heute nimmt man an, dass Analpolypen durch entzündliche Prozesse entstehen. Analpolypen bilden sich in der Analkanalschleimhaut infolge einer chronischen hypertrophen Papillitis des Analkanals. Histologisch bestehen sie aus einem bindegewebigen Stroma, welches von einem Plattenepithel überzogen ist.

## Differenzialdiagnosen
Differentialdiagnostisch müssen andere Tumoren (Fibrom, Lipom, Analkarzinom, Rektumpolyp, Condylomatum acuminatum, amelanotisches Melanom, Neurofibrom, Keratoakanthom, Lymphom, Paget-Karzinom), Vorpostenfalten, heterotope Talgdrüsen, Talgzysten, Analthrombosen, ein Morbus Bowen, eine Bowenoide Papulose, das Peutz-Jeghers-Syndrom und Polypen bei chronisch-entzündlichen Darmerkrankungenen abgegrenzt werden.

## Therapie
Hypertrophe Analpapillen werden nur bei Beschwerden behandelt. Nach anderer Ansicht ist eine „operative Abtragung generell anzustreben.“ Dann werden sie unter örtlicher Betäubung operativ entfernt.

## Weblink
- Hypertrophe (vergrößerte) Analpapille – Leitlinie der AWMV, PDF, 2002